# Eric Snell
Eric Snell (Guernsey, Islas del canal, 1953) es un artista contemporáneo, actualmente director del Programa de Residencia para Artistas Internacionales (del inglés: International Artist in Residence Program).

## Biografía
Finalizados sus estudios en el Colegio de Artes de Hornsey (Hornsey College of Art) trabajo en Londres durante nueve años como docencente, para posteriormente trasladarse a Berlín en 1985 con una beca de investigación. 
En 1992 se traslada a París como invitado del programa de la Cité Internationale des Arts y después se desplaza a Nuevo México donde fue invitado a hacer parte en el programa Roswell Artist in Residence.  Mediante una beca del Consejo de Brisbane creó una instalación llamada “View through to the other side of the world” (Visión a través del otro lado del mundo) que conectaba la galería principal de la escuela de Arte local en Guernsey con el hall del Judith Centre en Brisbane y que fue inaugurada en septiembre de 2004. Este controvertido proyecto gerenó una gran polémica y se mantuvo expuesto como instalación temporal hasta finales del 2004.
Su trabajo ha sido expuesto en Europa, Norteamérica y Japón. Está casado con Joanna Littlejohns con la que tiene una hija.